# Kazutaka Ōtsuka
Pour les articles homonymes, voir Otsuka.
Sensei Kazutaka Otsuka (大塚和孝)], né le 14 mars 1965 à Tokyo, 6e dan de karaté, diplômé de l’Université de Tokai, est le petit-fils de Hironori Ōtsuka, créateur du style Wadō-ryū, et le fils de Hironori Ōtsuka II, 2e grand maître de l'école wado-ryu. 

## Historique
Il s'installe en France en 2005 avec son épouse et leurs deux enfants. Il est nommé 6e dan et intègre  le groupe des experts Japonais de la FFK.

## Paroles de Kazutaka Ōtsuka
«  Le Wado Ryu ne développe pas la masse musculaire mais plutôt la relaxation dans les mouvements. »

## 3eGrand-Maître du wado-ryu
Au cours d'une cérémonie à Tokyo, le 28 août 2015, Kazutaka Otsuka a été nommé 3e Grand Maître (Sōke) du Wadō-ryū.